# Deutsche Schifffahrt in den 1920er Jahren
Deutsche Schifffahrt in den 1920er Jahren ist ein verkürzter Titel, der die technische Entwicklung der deutschen Handelsflotte in den 1920er und 1930er Jahren beschreibt. Es ist ein gemeinsamer Beitrag eines Arbeitskreises des Deutschen Schifffahrtsmuseums (DSM) Bremerhaven und des Fachausschusses „Geschichte der Schifffahrt“ der Schiffbautechnischen Gesellschaft (STG). Er entstand im Rahmen des DSM-Forschungsschwerpunktes „Die deutsche Schifffahrt in den 1920er und 1930er Jahren im Spannungsfeld von Kontinuitäten, Krisen und Innovation – Visualisierung historischer Prozesse“ und wendet sich über das Internet an die Öffentlichkeit. Die 2006 erstellte Datenbank DBSchiff dient dazu, die technische Entwicklungen dieser Zeit mit Hinblick auf die heutigen Schiffstechnik zu dokumentieren. Inzwischen sind 18 Beiträge von neun Autoren mit reichhaltigem, historisch interessantem Bildmaterial aus dem DSM-Archiv erstellt und hochgeladen worden, die der Öffentlichkeit zur Verfügung stehen. Die Beiträge wurden in die fünf Kategorien „Antriebe“, „Ausrüstung“, „Schiffbau“, „Schiffsbeschreibungen“ und „Erster–größer–schneller“ eingeteilt.

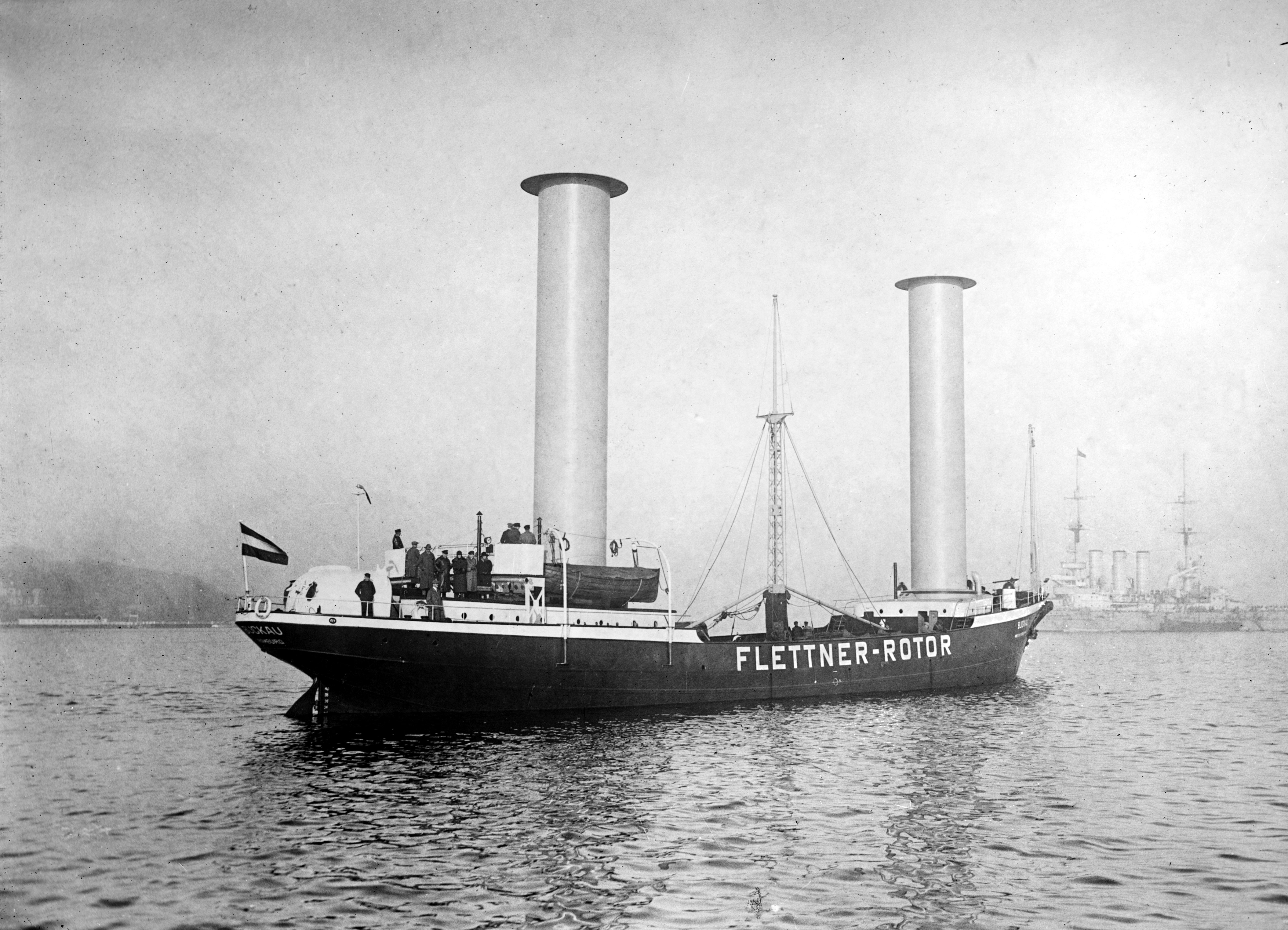
Die Buckau war 1924 das erste Flettner-Rotor-Schiff.

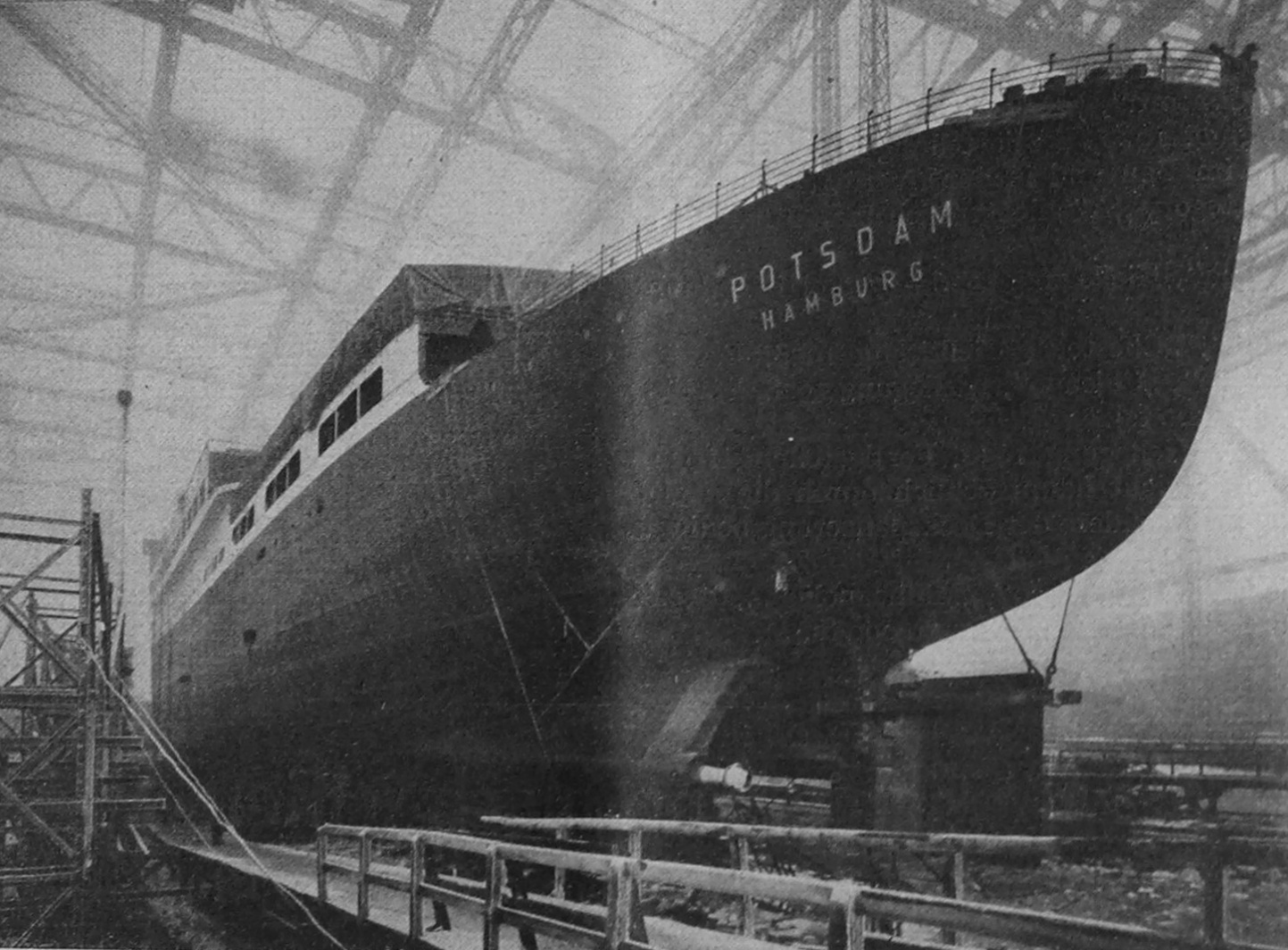
Die Potsdam 1935 bei der Werft Blohm und Voss auf der Bauhelling

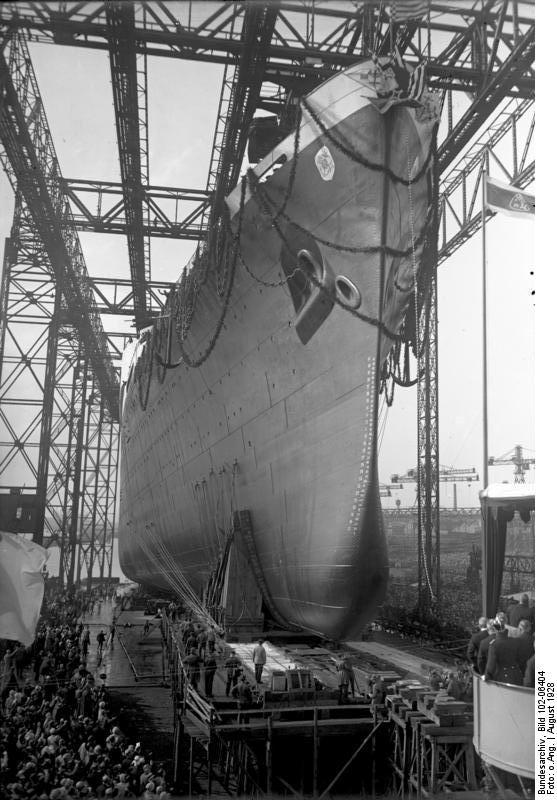
AG-Weser, Stapellauf des Dampfers Bremen, Blick auf die Bugform, deren Unterwasseranteil deutlich gerundet wurde

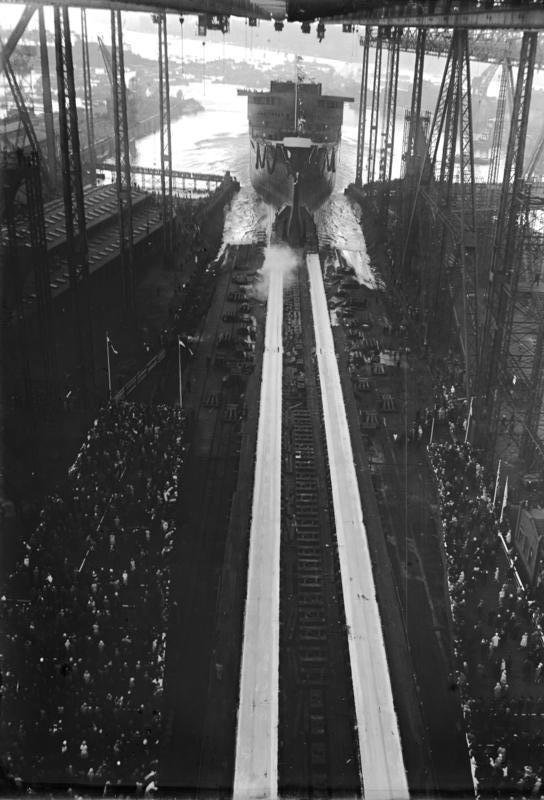
Blohm und Voss, Stapellauf des Dampfers Europa. Der Unterwasseranteil der Bugform ist im Vergleich zur Bremen deutlich stärker gerundet.

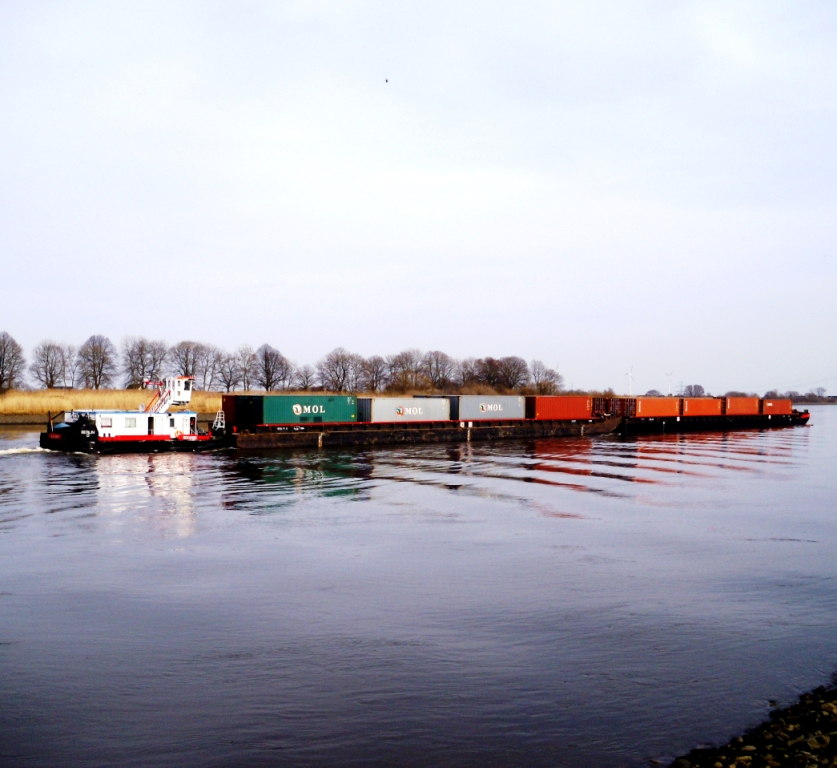
Schubverband mit Containerladung auf der Elbe

## Deutsches Schifffahrtsmuseum Bremerhaven DSM
Das Deutsche Schifffahrtsmuseum in Bremerhaven wurde von 1969 bis 1972 geplant und gebaut. Es ist das nationale Schifffahrtsmuseum in Deutschland und vereinigt als eines von acht Forschungsmuseen sowohl Ausstellungs- als auch Forschungstätigkeiten. Das Museum wurde 2005 unter Denkmalschutz gestellt und gehört zur Leibniz-Gemeinschaft.

## Fachausschuss Geschichte der STG
Die Schiffbautechnische Gesellschaft e. V. (STG) wurde 1899 in Berlin gegründet, ist ein eingetragener Verein und befasst sich mit technischen und wissenschaftlichen Fragen zum Thema der Schiffs- und Meerestechnik. Im Laufe der Zeit bildete sich bei den Werften eine wachsende Arbeitsteilung heraus, viele Schiffsmaschinen, Hilfsanlagen, Schiffszubehör und Dienstleistungen wurden von der Schiffbauzulieferindustrie gefertigt bzw. von Ingenieurbüros erbracht. Der dadurch wachsende Bedarf an technisch wissenschaftlichen Austausch wurde durch die STG gefördert, anfangs nur durch jährliche Vortragsveranstaltungen, dann durch die Einführung von zusätzlichen Sprechabenden und später wurden die Sprechabenden durch Sprechtage zu aktuellen technischen Fragestellungen ersetzt. Es wurden Fachausschüsse gegründet, darunter 1935 den Fachausschuss „Geschichte des Schiffbaus“.

## Hintergrund
Nach dem Übergang vom Dampf- zum Dieselmotorschiff, der von internationalen Pionieren bereits ab 1904 in der Binnenschifffahrt umgesetzt wurde, folgten Überseeschiffen ab 1907/8. Der Erste Weltkrieg verursachte bei den Antriebstechnologien von Kriegsschiffen und hier besonders bei den U-Booten einen Innovationsschub. Es dauerte jedoch bis Anfang der 1920er Jahre, bis auch in der Handelsschifffahrt die Dieselmotoren sich gegenüber den Dampfmaschinen langsam durchsetzen konnten. Da Schiffe im Mittel 25–35 Jahre „leben“, fuhren auch in den 1960er Jahren noch vereinzelt Schiffen mit Dampfmaschinenantrieb.

## Technische Entwicklungen im deutschen Schiffbau dieser Zeit
In den 1920er und 1930er Jahren wurden im deutschen Schiffbau verschiedene technische Innovationen entwickelt und in die Praxis umgesetzt.
Der von Rudolf Diesel patentierte Dieselmotor hatte 1897 erstmals zufriedenstellend gelaufen, wurde von neutralen Fachleuten vermessen und errang sensationelle Verbrauchswerte. Die Verwertung seiner Patente verursachte besonders bei den großen leistungsstarken Zweitaktmotoren eine Vielzahl von Motor-Varianten, deren offene Bauweise anfangs den Dampfmaschinen ähnelten. Zur Leistungssteigerung wurden in Zusammenarbeit von B&V und MAN doppeltwirkende Dieselmotoren entwickelt und 1912/13 gebaut. Einsatzreif wurden sie erst nach dem Ersten Weltkrieg. Es setzte ein Evolutionsprozess ein, der bei den großen, den Propeller direkt antreibenden, langsam laufenden Zweitaktmotoren nach fast 100 Jahren zu sehr identischen Motoren geführt hat. Die größten dieser gigantischen Motoren haben 10 bis 14 Zylinder, eine Nenndrehzahl von 60 bis 80/min und treiben mit mehr als 75 MW schnelle, große Containerschiffe an.
Die neue Konkurrenz der Dieselmotoren führte bei den Dampfanlagen zu Weiterentwicklungen bei den Kesselanlagen, Dampfmaschinen und Dampfturbinen mit dem Ziel, den Gesamtwirkungsgrad der Antriebsanlage zu steigern.
Auch bei der Navigation und der Kommunikation ergaben sich deutliche Fortschritte.
Wesentliche Änderungen erfahren die Hilfsmaschinen, die vorwiegend auf die Abkehr vom Dampf zurückzuführen sind. Die Rudermaschine wurde vom Dampf- auf Elektrobetrieb umgestellt und später elektrohydraulisch betrieben. Lüfter und Pumpen erhielten zum Antrieb E-Motoren statt Dampfmaschinen, mit dem Vorteil, dass statt Dampfleitungen nur noch Gleichstromkabel verlegt wurden.
Im Schiffbau wurde nach dem Ersten Weltkrieg auch im Handelsschiffbau vom Nieten zum Schweißen übergegangen. Inzwischen hatte man beim Kriegsschiffbau besonders in Deutschland damit wertvolle Erfahrungen gesammelt. Aufgrund der beim Schweißen überflüssigen Überlappungen werden deutliche Gewichtseinsparungen erzielt.
Die Schiffsformen werden hydrodynamisch optimiert, wodurch der Strömungswiderstand verringert wird und die Schiffe geringere Antriebsleistungen benötigen oder bei gleicher Leistung eine höhere Geschwindigkeit erzielten.

## Heutige Bedeutungen der technische Entwicklungen dieser Zeit

### Antriebe
Die Frage Dampf oder Diesel wurde seinerzeit durch die höheren Wirkungsgrade des Dieselmotors (30–35 %) gegenüber der Dampfmaschine (15–20 %) über die Betriebskosten beantwortet. Auch die Dampfturbinen wurden ab den 1950er Jahren aufgrund höherer Wirkungsgrade des Dieselmotors bei den meisten Handelsschiffen abgelöst. Nur Tanker, LNG-Gastanker, große schnelle Containerschiffe und große Passagierschiffe mit hohen Propellerleistungen blieben als Domäne den Dampfturbinen (kurzzeitig auch den Gasturbinen) vorbehalten. Ab dem Jahr 2000 haben die Leistungssteigerungen der Dieselmotoren auch hier die Turbinenantriebe abgelöst. Zurzeit werden die bisher häufig mit Dampf betriebenen Gastanker als Neubauten mit neu entwickelten sogenannten „Dual-Fuel-Dieselmotoren“ ausgestattet.
Bei den LNG-Gastankern hat man in der Übergangszeit auch den diesel-elektrische Antrieb gewählt, der bei den großen Passagierschiffen (heute überwiegend Kreuzfahrtschiffe) inzwischen zum Standard geworden ist.
Das Passagierschiff Scharnhorst war das erste Schiff in der deutschen Handelsflotte, für das ein turbo-elektrischer Antrieb eingesetzt und mit dem Erfahrungen gesammelt wurde. Der Nachteil, geringerer Gesamtwirkungsgrad, wurde durch die Vorteile wie Laufruhe, umfangreiches E-Bordnetz aufgrund der Passagiereinrichtungen (Einsparung der Hilfsdieselgeneratoren) und höhere Redundanz beim Antrieb aufgewogen. Das sind auch die Vorteile, die beim Bau von Kreuzfahrtschiffen trotz erheblich größerer Leistungen heute noch gelten.
Ein anderer wichtiger Punkt, der Bau von Schwesterschiffen (Scharnhorst - Gneisenau), die im gleichen Fahrtgebiet mit verschiedenen Antrieben ausgestattet wurden, wird heute nicht mehr realisiert. Die Gneisenau erhielt einen Getriebeturbinen-Antrieb, um vergleichende Aussagen über den Brennstoffverbrauch zu erhalten. Wichtig waren auch die Reaktionen der Passagiere, inwieweit sich die verschiedenen Antriebe (Lärm, Vibrationen) sich auf die Komfortempfindungen der Passagiere auswirken.
Besonders beim Antrieb von Handelsschiffen werden zurzeit neue Untersuchungen angestellt, um die Umwelt zu entlasten und laufende Kosten zu sparen. Der Hintergrund sind einerseits die extrem gestiegenen Brennstoffkosten (1 t Schweröl kostet 1999 rund 60 $/t und 2013 rund 600 $/t), andererseits die von der IMO erlassenen neuen Vorschriften zum Schutz der Umwelt. Erste Ergebnisse dieser Arbeiten resultieren aus der Beschäftigung mit der Vergangenheit. So wurde das am 2. August 2008 bei der Lindenau (Werft) in Kiel vom Stapel gelaufene und später von der Cassens-Werft in Emden fertiggestellte E-Ship 1 mit vier Flettner-Rotoren ausgestattet. Der Reeder sammelt Erfahrungen mit dieser „alten“ Technologie, die als Zusatzantrieb genutzt wird.

### Schiffbau, optimierte Schiffsformen
Der Norddeutsche Lloyd (NDL) hatte den Auftrag zum Bau der Bremen an Blohm und Voss und der Europa an AG Weser erteilt, um die vor dem Ersten Weltkrieg führende Stellung im Nordatlantik-Dienst wieder zu erhalten. Sie wurden unter den gleichen Vorgaben und Randbedingungen vergeben und zeigen in der Schiffsform die jeweilige Handschrift der beiden Werften an der Weser und Elbe. Sie wurden beide vorher in der Schiffbauversuchsanstalt HSVA untersucht und lassen in den Formen schon den heute üblichen Bugwulst erahnen.
Die Bremen errang bereits auf der Jungfernfahrt im Juli 1929 das Blaue Band.
Durch den Brand auf der Europa wurde sie erheblich später fertig. Die gelungenen hydrodynamischen Schiffslinien und die optimierte Bugform ermöglichten, dass sie ihrem Schwesterschiff Bremen bereits auf der Probefahrt im März 1930 das Blaue Band abnahm. Hier flossen erstmals im Großschiffbau die von dem österreichischen Ingenieur Fritz F. Maier verbesserten Schiffsformen ein, die er im Versuchstank von Sir William Froude in Schottland entwickelte. Später verbesserte er die Vorschiffsform im Versuchstank des Norddeutschen Lloyd in Bremerhaven. Sie wurden erheblich später von seinem Sohn Erich Maier im Schiffbau realisiert. Nach der Europa fanden diese Schiffslinien Eingang beim Bau vieler Handelsschiffe und besonders bei Fischdampfern. Sie wurden unter dem Namen Maierform vermarktet und bekannt.

### Binnenschiffe
Sogenannte Eilfrachtschiffe mit eigenem Ladegeschirr und Dampfantrieb fuhren ab 1900 regelmäßig vom Seehafen Hamburg über die Elbe ins Binnenland. Sie transportierten im Gegensatz zu den langsamen mit Massengütern beladenen Schleppzügen wertvollere Stückgüter des Ex- und Imports in beiden Richtungen. Ende der 1920er Jahre wurden diese Schiffe mit Dieselmotoren ausgestattet, wodurch die Kohlebunker wegfielen und die Besatzung reduziert werden konnten. Derzeit werden Anstrengungen unternommen, um den Lkw-Verkehr auch aus Umweltgründen von den überlasteten Straßen auf die gut ausgebauten Wasserstraßen zu verlagern. Massengüter wie Kohle und Baustoffe werden auch heute vorwiegend mit Binnenschiffen transportiert. Bei den heute von Hamburg aus ins Binnenland in Containern transportierten Stückgütern des Ex- und Imports liegt der Prozentsatz unter 5 %, obwohl 2–4 Besatzungsmitglieder etwa die 40- bis 200-fache Zahl (Elbe/Rhein) der Container im Vergleich zum Lkw befördern. Das Schiff ist jedoch deutlich langsamer als der Lkw, man braucht etwa die vier- bis zehnfache Zeit. Hier kann die Binnenschifffahrt zukünftig die Straßen und die Umwelt entlasten. Mit ein Grund, dass die Wasserstraßen Mittellandkanal, die Mittelweser und der Dortmund-Ems-Kanal derzeit für das Großmotorgüterschiff ausgebaut werden. Diese Schiffe können nach Abschluss dieser Arbeiten durchgehend von Bremen nach Berlin oder zum Rhein verkehren.

## Dokumentation von technischen Entwicklungen dieser Zeit
Die Beiträge wurden in 5 Kategorien eingeteilt.

### Antriebe
- Dampf oder Diesel?
- Das Turbinenschiff STASSFURT und der Dampfer NICEA
- Flettner-Rotorschiffe: Alte Technik für neue Schiffe
- FRITZ, das erste (Versuchs-) Handelsschiff
- Maschinentechnik – ein Wettlauf der Antriebssysteme

### Ausrüstung
- Navigationstechnik für deutsche Handelsschiffe, 1918–1939
- Seefunk und Funkgeräte
- Vom Handruder zur Rudermaschine

### Schiffbau
- Neue Schiffsformen
- Schweißtechnik für Handelsschiffe 1918–194

### Schiffsbeschreibungen

#### Binnenschiffe
- ANNI, Motorfrachtschiff für den Nahverkehr im Elberaum, 1929
- AUGSBURG, Eilfracht-Motorschiff für die Elbe, 1927
- SPREEHAFEN, Motorschute für den Hamburger Hafen. 1925

#### Seeschiffe
- BREMEN, Turbinen-Schnelldampfer, 1929
- Eisenbahnfährschiffe
- PATRIA, Diesel-elektrisches Fracht- und Fahrgastschiff 1938
- SCHARNHORST, Turbo-elektrisches Fracht- und Fahrgastschiff, 1935
- Wilhelm Gustloff, Dieselmotor-Fahrgastschiff

### Erster-Größer-Schneller
- Die Pioniere unter den Schiffsneubauten der 1920er und 1930er Jahre